# Rezső Soó
Karoly Rezső Soó von Bere (Odorheiu Secuiesc, 1 de agosto de 1903 - Budapest, 10 de febrero de 1980) fue un botánico y pteridólogo húngaro.

## Biografía
Se diplomó como profesor e hizo el doctorado en la Universidad de Budapest. Cuando el "Instituto Húngaro de Investigaciones Biológicas" comenzó a funcionar el 5 de septiembre de 1927 en la península de Tihany en el Lago Balatón, el primer grupo de investigación estaba formado por el botánico Rezső Soó, y junto a él los geneticistas Lajos Csik y Piusz Koller, los psicólogos Sándor Müller, Gyula Méhes y Sándor Wolsky, y los hidrobiólogos Mihály Rotaridesz y Aladár Scherffel, cada uno de ellos expertos punteros en sus campos del conocimiento. Estudió y catalogó la flora de la zona revisando especies catalogadas y describiendo nuevas especies.
Fue docente en la Universidad de Debrecen durante más de dos décadas. Durante su vida profesional que duró unas seis décadas escribió unas 600 publicaciones y unos 30 libros.
Su área de investigación preferente fueron las orquídeas, pero su nombre está unido sobre todo a la definición de la Fitogeografía del área de las vertientes de los Cárpatos, de la que publicó varios trabajos tales como:
- A magyar flóra és vegetáció rendszertani-növényföldrajzi kézikönyve. II / írta Soó Rezső / Budapest : Akadémiai Kiadó, 1966
- A magyar flóra és vegetáció rendszertani-növényföldrajzi kézikönyve. III / írta Soó Rezső / Budapest : Akadémiai Kiadó, 1968
- A magyar flóra és vegetáció rendszertani-növényföldrajzi kézikönyve. IV / írta Soó Rezső / Budapest : Akadémiai Kiadó, 1970
- A magyar flóra és vegetáció rendszertani-növényföldrajzi kézikönyve. V / írta Soó Rezső / Budapest : Akadémiai Kiadó, 1973

Las orquídeas que más estudió fueron las del género Dactylorhiza del que describió las siguientes especies:
- Dactylorhiza cruenta (O.F.Müll.) Soó 1962
- Dactylorhiza elata (Poir.) Soó 1962
- Dactylorhiza foliosa (Sol. ex E.N.Lowe) Soó 1962
- Dactylorhiza fuchsii (Druce) Soó 1962
- Dactylorhiza latifolia  (L.) Soó 1983
- Dactylorhiza maculata  (L.) Soó 1962
- Dactylorhiza praetermissa  (Druce) Soó 1962
- Dactylorhiza romana  (Sebast.) Soó 1962
- Dactylorhiza saccifera (Brongn.) Soó 1962
- Dactylorhiza sambucina (L.) Soó 1962
- Dactylorhiza traunsteineri  (Sauter) Soó 1962

## Epónimos
- Alchemilla sooi Palitz 1936
- Arum × sooi Terpó 1973
- Carex × sooi Jakucs 1953
- Centaurea × sooi Nyar. 1943
- Dactylorhiza × sooi (Ruppert ex Soó) Soó[1]
- Euphorbia × sooi T.Simon 1949
- Eulophia sooi Chun & Tang ex S.C.Chen 1999
- Leontodon × sooi Csongor 1947
- Mentha sooi Trautm.[2]
- Ophrys sooi A.Fuchs[3]
- Potentilla × sooi Borhidi & Isepy 1965
- Quercus × sooi Mátyás 1971
- Ranunculus sooi Borsos 1965
- Serapias sooi Renz[4]
- Sorbus sooi (Mathe) Kárpáti 1960[5]
- Tithymalus × sooi (T.Simon) Soják 1972

## Obra
- Geobotanische Monographie von Kolozsvár (Debrecen, 1927)
- Monographie und lconographie der Orchideen Europas… (kunulauxtoro, Berlín, 1930-1940) (Nachdr. 1972)
- Floren und Vegetationskarte des historischen Ungarns (Debrecen, 1933)
- A Mátra hegység és környékének flórája (Debrecen, 1937)
- A Tiszántúl flórája (Debrecen, 1938)
- A Székelyföld flórájának előmunkálatai (Kolozsvár, 1940)
- A Székelyföld flórája (Kolozsvár, 1943)
- Magyar Flóraművek (I-III., VI-VII., Debrecen és Kolozsvár, 1937-1949)
- Kolozsvár és környékének flórája (Kolozsvár, 1941-44)
- Növényföldrajz (Bp., 1945, 1965)
- Az Erdélyi Mezőség flórája (Debrecen, 1949)
- Közép-Erdély erdei növényszövetkezetei és azok jellemző fajai (Sopron, 1948)
- A magyar növényvilág kézikönyve (I-II. Jávorka Sándorral, Bp. 1951)
- Fejlődéstörténeti növényrendszertan (Bp. 1953)
- Növényföldrajz. Egyetemi tankönyv Soó, Rezső. Tankönyvkiadó, Budapest, (1963)
- A magyar flóra és vegetáció rendszertani-növényföldrajzi kézikönyve (I-VI. Bp. 1964-80)
- Magyar Flóra (Növényhatározó, 2 vols. 4ª ed. Bp. 1968)
- Bibliographia synoecologica scientifica hungarica, 1900-1972 (Bp. 1978)
- A magyar flóra és vegetáció rendszertani-növényföldrajzi kézikönyve Soó, Rezső. I-VII. Akadémiai Kiadó, Budapest, (1964-1985)